# Mładen Mładenow
Mładen Wenelinow Mładenow (bg. Младен Венелинов Младенов; ur. 10 marca 1957 w Sofii) – bułgarski zapaśnik walczący w stylu klasycznym. Brązowy medalista olimpijski z Moskwy 1980 w kategorii 52 kg.
Trzeci na mistrzostwach Europy w 1980 i czwarty w 1983. Mistrz świata juniorów z 1977 roku.
- Turniej w Moskwie 1980

Pokonał Bambisa Cholidisa z Grecja, Taisto Halonena z Finlandii i Nicu Gângę z Rumunii a przegrał z Wachtangiem Blagidze z ZSRR i w rundzie finałowej z Lajoszem Raczem z Węgier.